# Pinnixa minuscula
Pinnixa minuscula är en kräftdjursart som beskrevs av Zmarzly 1992. Pinnixa minuscula ingår i släktet Pinnixa och familjen Pinnotheridae. Inga underarter finns listade i Catalogue of Life.